# Skrzydło typu oblique wing

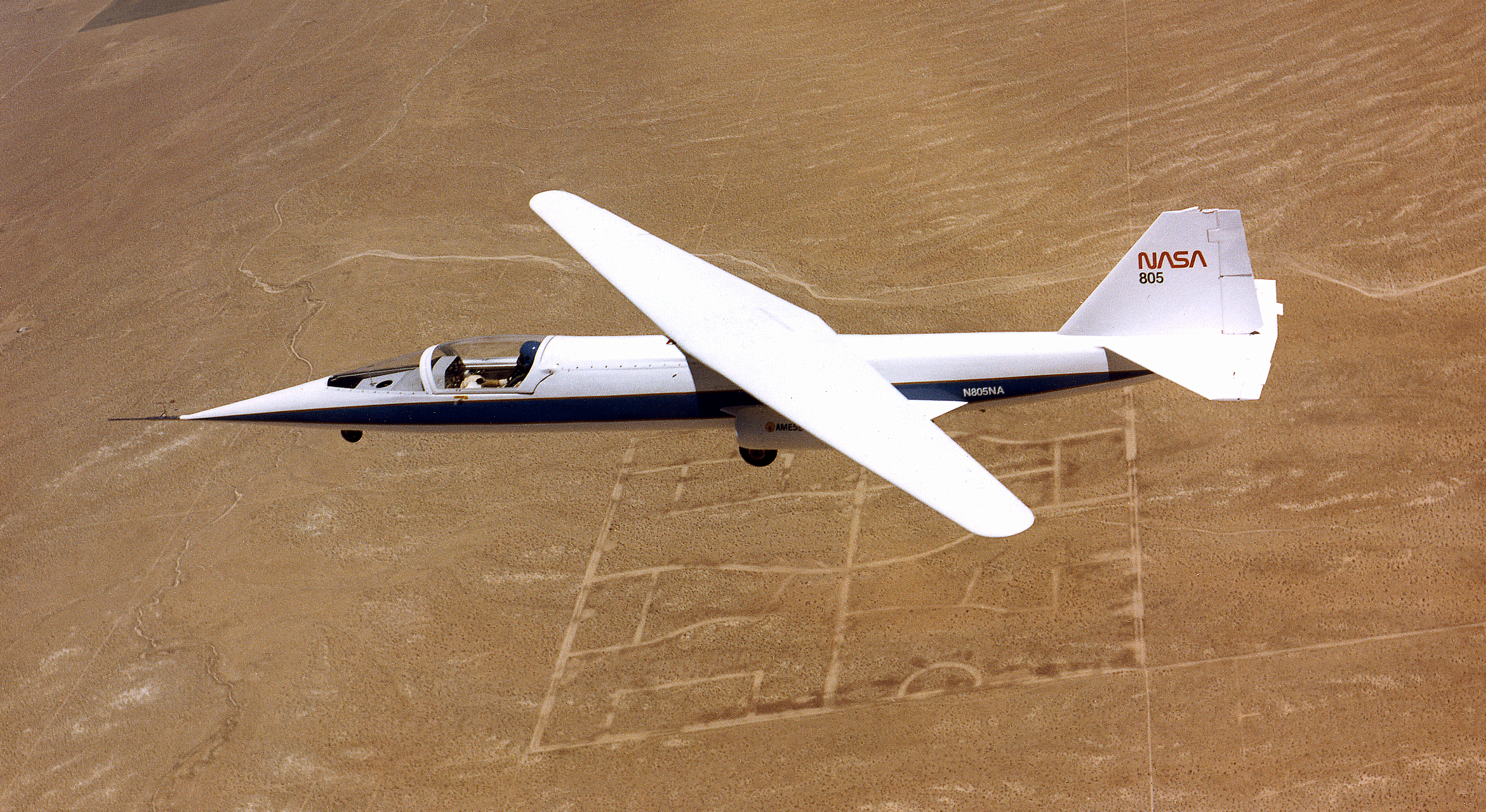
NASA AD-1, eksperymentalny samolot ze skrzydłem nożycowym (oblique wing)

Skrzydło typu „oblique wing” (ang. oblique – ukośny, krzywy) – jedna z koncepcji skrzydła o zmiennej geometrii, stanowiącego jeden płat, obracany w całości wokół jednego punktu obrotu tak, że jedna jego część obraca się do przodu, a druga – do tyłu tworząc charakterystyczną skośną/ „nożycową” płaszczyznę w stosunku do osi podłużnej kadłuba – w stanie złożonym i prostopadłą – w stanie rozłożonym.
Dzięki złożeniu skrzydła po starcie/ podczas lotu zmniejsza się opór powietrza przy wyższych prędkościach, co prowadzi np. do zmniejszenia zużycia paliwa, a w efekcie – zwiększenia zasięgu maszyny. Rozłożone skrzydło poprawia efektywność i doskonałość aerodynamiczną w zakresie niskich prędkości oraz umożliwia lądowanie/ start z mniejszą prędkością.
Ze względu na charakterystyczną sylwetkę samolotu z klasycznym kadłubem, wyposażonego w skrzydło typu „oblique wing”, przypominającą nieco nożyczki, można by zaproponować jego polską nazwę jako „skrzydło nożycowe”.
Jedynym samolotem załogowym zbudowanym do tej pory (pierwszy lot 21 grudnia 1979), który w latach 1979–1982 posłużył w ośrodku NASA Dryden Flight Research Center w bazie Edwards (Kalifornia) do badań empirycznych nad skrzydłem nożycowym, była amerykańska maszyna NASA AD-1, napędzana dwoma silnikami turboodrzutowymi. Skrzydło nożycowe w tym samolocie można było obracać w czasie lotu o kąt 60 stopni w stosunku do osi podłużnej kadłuba.

## Historia
Koncepcja ta pojawiła się po raz pierwszy w niezrealizowanych projektach Blohm & Voss P.202 i Messerschmitt P.1009-01 z roku 1944, a w ich opracowaniu uczestniczył niemiecki konstruktor – Richard Vogt, przesiedlony po wojnie do USA w ramach operacji Paperclip („spinacz”).
W USA opracowaniem tej idei zajmował się również inżynier lotnictwa Robert T. Jones z NASA Ames Research Center w Moffett Field.
Badania analityczne i próby prowadzone w tunelu aerodynamicznym wskazywały na możliwość uzyskania znacznej poprawy osiągów dzięki użyciu skrzydła „nożycowego” (oblique wing) w samolotach o rzeczywistej wielkości, latających z prędkościami do 1,4 Ma w stosunku do maszyn z konwencjonalnym, stałym skrzydłem.